# لوبیای آزوکی
آزوکی (به ژاپنی: 小豆 アズキ azuki) (نام علمی: Vigna angularis) یکی از گیاهان است که بیشتر در آسیای شرقی، از ژاپن تا هیمالیا انتشار دارد. این گیاه تولید لوبیای کوچکی می‌کند که بیست درصد آن را پروتئین تشکیل می‌دهد. پوست قرمز این لوبیا از نظر داشتن آنتوسیانین و روی و دیگر املاح معدنی غنی‌است. در کشور ژاپن شصت درصد کشت آزوکی در استان هوکایدو انجام می‌گیرد.

## استفاده
آزوکی در ساخت واگاشی یا شیرینی سنتی ژاپنی و شیرینی چینی مادهٔ بسیار مهمی به‌شمار می‌آید. این لوبیا به صورت خمیری به نام آن (خمیر لوبیا) درآمده و از آن در داخل مانجو، موناکا، تورایاکی، آنپان و غیره استفاده می‌شود.
بعد از جوشاندن در داخل آن آگار ریخته شده و تبدیل به یوکان (ژله) یا ژله می‌شود.

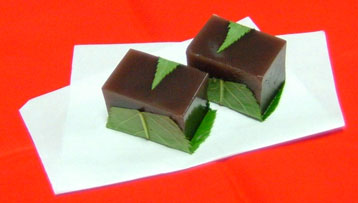
یوکان (ژله) ژله و دسر سفت در آشپزی ژاپنی است که از خمیر آزوکی و آگار تهیه می‌شود.